# Marta Orzyłowska
Marta Orzyłowska (ur. 10 maja 1998 w Siedlcach) – polska siatkarka, grająca na pozycji środkowej. 

## Sukcesy klubowe
Mistrzostwo I ligi:
- 2021
- 2020

Superpuchar Polski:
- 2024[5]

## Sukcesy reprezentacyjne
Letnia Uniwersjada:
- 2021[6]